# 카를하인츠 뵘

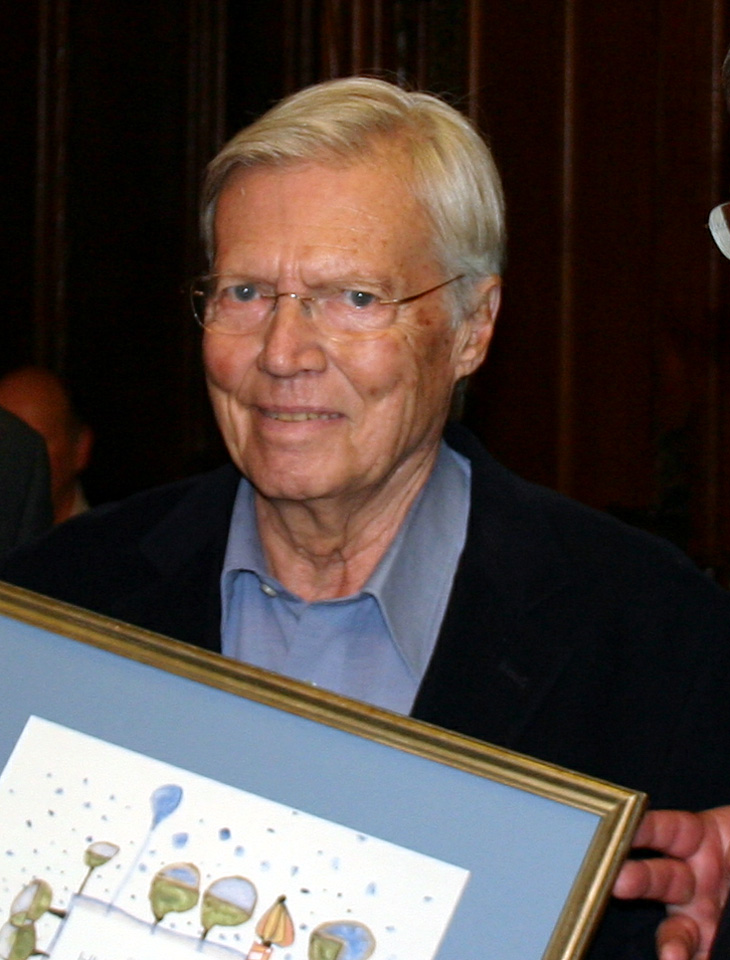

카를하인츠 뵘(독일어: Karlheinz Böhm, 1928년 3월 16일 ~ 2014년 5월 29일)은 오스트리아의 배우이다.
다름슈타트에서 태어났으며 그뢰디히에서 사망하였다. 사인은 알츠하이머병이다. 잘츠부르크에 매장되었다.

## 영화
- 퀴스터스 부인의 천국 여행 (1975년)
- 폭스와 그의 친구들 (1975년)
- 마샤 (1974년)
- 에피 브리스트 (1974년)
- 리피피 어 도쿄 (1963년)
- The Wonderful World of the Brothers Grimm (1963년)
- 묵시록의 4기사 (1961년)
- 저주받은카메라 (1960년)
- 시씨 - 3부 (1957년) - 요제프 황제 역
- 시씨 - 2부 (1956년) - 요제프 황제 역
- 시씨 - 1부 (1955년) - 요제프 황제 역
- 디즈니랜드 (1954년) - 러드윅 반 베토벤 역